# Dekanat tarczyński
Dekanat tarczyński – jeden z 25 dekanatów rzymskokatolickich archidiecezji warszawskiej wchodzącej w skład metropolii warszawskiej. Dziekanem dekanatu jest ks. kanonik Krzysztof Mindewicz, proboszcz parafii Świętego Jana Chrzciciela w Rembertowie. W skład dekanatu wchodzi 9 parafii:
- Matki Bożej Królowej Polski w Leśnej Polanie
- Św. Stanisława Kostki w Mrokowie
- Zwiastowania Najświętszej Maryi Panny w Ojrzanowie
- Św. Franciszka z Asyżu w Prażmowie
- Najświętszego Serca Pana Jezusa w Przypkach
- Św. Jana Chrzciciela w Rembertowie Grójeckim
- św. Mikołaja BM w Tarczynie
- Świętego Ducha w Werdunie
- Matki Bożej Łaskawej w Złotokłosie